# 부산강서고등학교
부산강서고등학교(釜山江西高等學校)는 대한민국 부산광역시 강서구 대저동에 있는 공립 고등학교이다.

## 학교 연혁
- 1979년 11월 21일 : '낙동여자상업고등학교' 설립 인가
- 1980년 3월 1일 : 초대 김도경 교장 취임
- 1980년 3월 7일 : 개교 및 입학식
- 1980년 9월 22일 : '서강여자상업고등학교' 로 교명 변경
- 1981년 10월 14일 : '서강여자고등학교' 로 학칙 개정
- 1983년 2월 11일 : 제1회 졸업(207명)
- 1998년 3월 1일 : '부산강서고등학교' 로 학칙 개정
- 2023년 3월 1일 : 제22대 김병우 교장 취임
- 2025년 2월 7일 : 제43회 졸업식(졸업생 138명, 누계 13,423명)
- 2025년 3월 4일 : 제46회 입학식(신입생 135명)

## 참고 자료
- 부산강서고등학교 - 한국교육학술정보원 학교알리미